# Phụ nữ trong Kinh Thánh

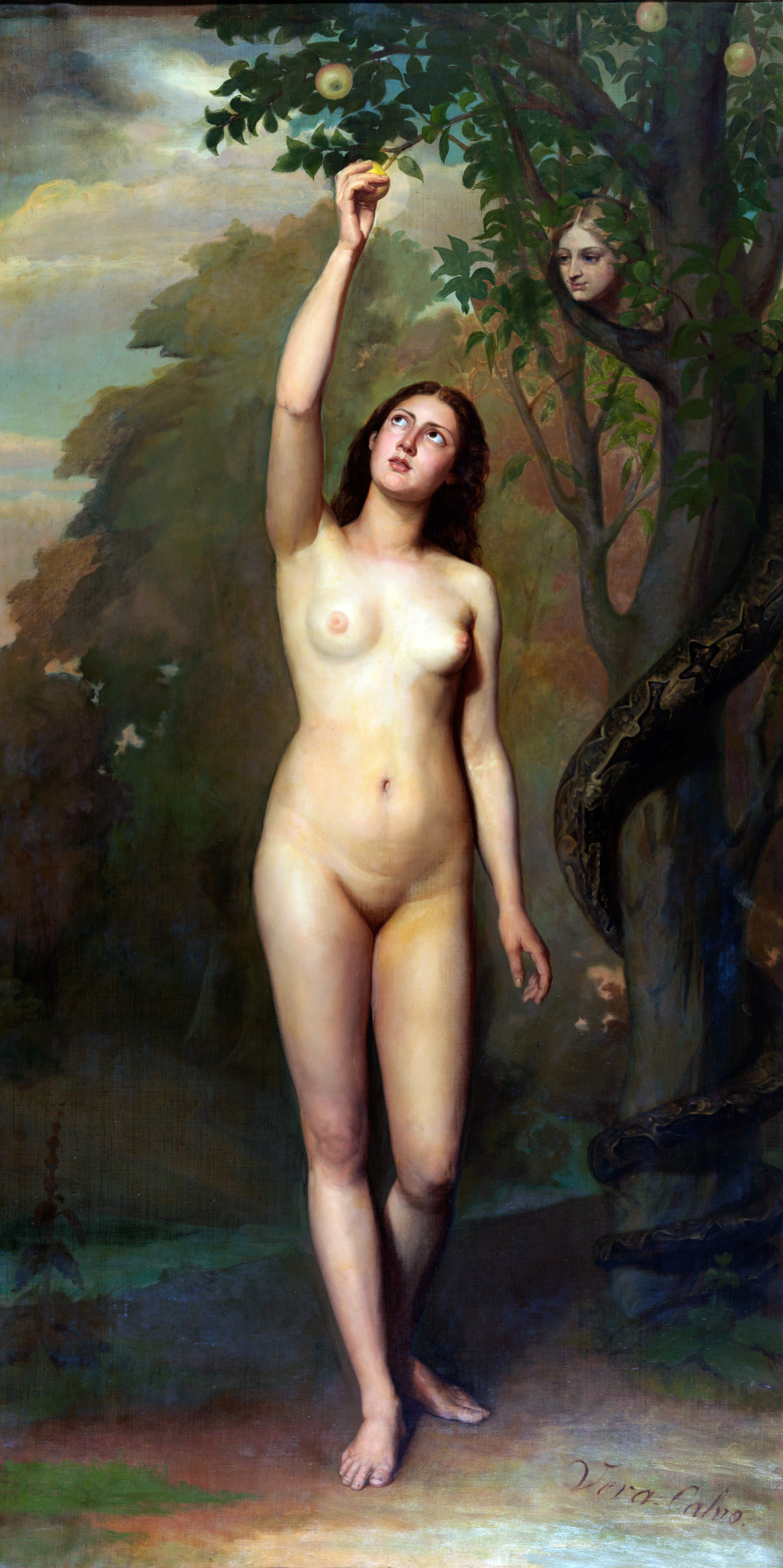
Nàng Ê-va (Eve) là phụ nữ được nhắc đến trong Kinh Thánh với vai trò thủy tổ của con người

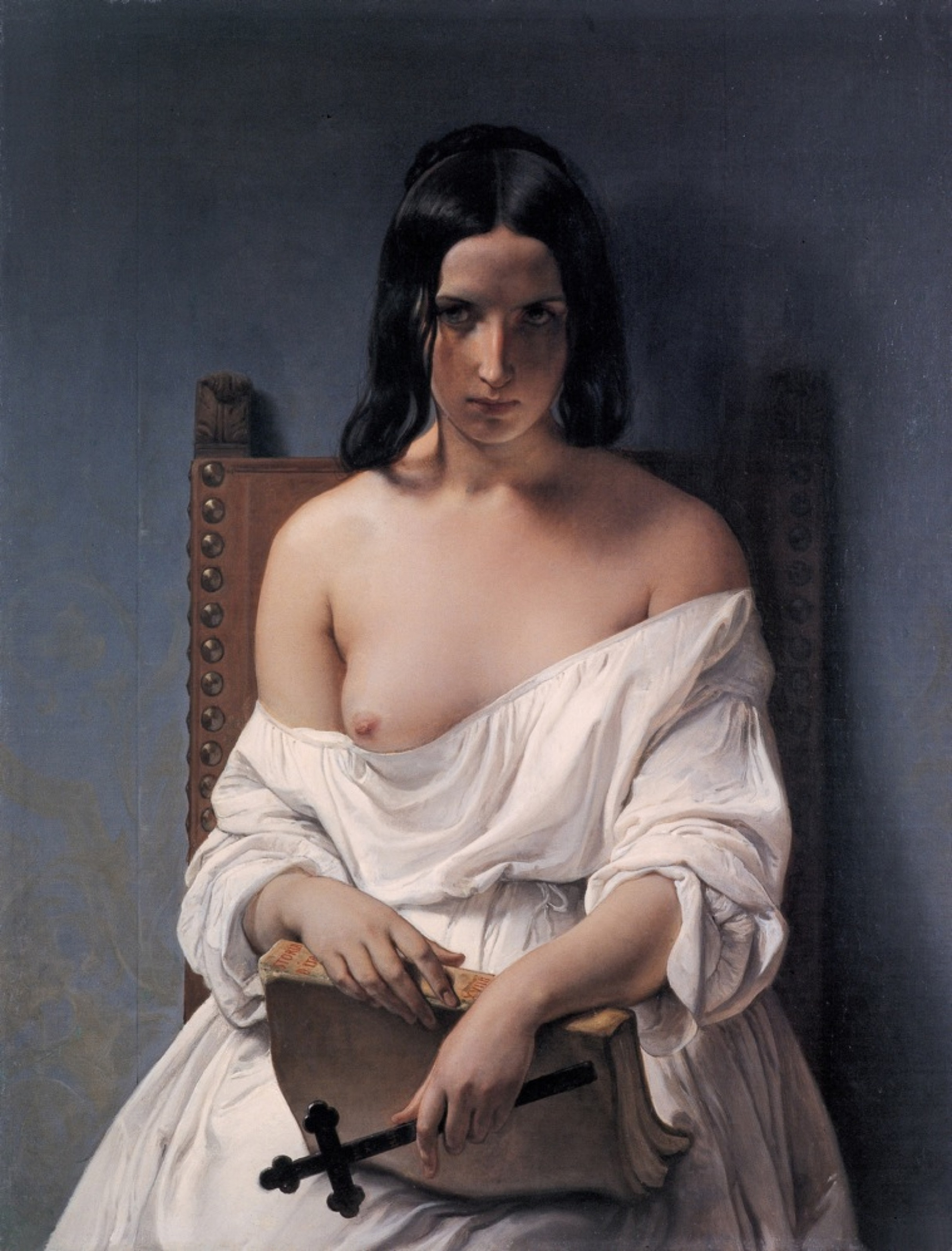
Họa phẩm của danh họa Francesco Hayez về cô gái đi đạo ở Ý

Phụ nữ trong Kinh Thánh chỉ về những người phụ nữ được đề cập đến trong Kinh Thánh (bao gồm Kinh Tân Ước và Kinh Cựu Ước). Những người phụ nữ trong Kinh thánh được nhắc đến là vợ, thê thiếp, mẹ và con gái, nàng hầu, tôi tớ, tỳ thiếp, nô lệ và gái điếm. Thân phận người phụ nữ trong Kinh Thánh được khắc họa vừa là nạn nhân nhưng cũng được khắc họa như người chiến thắng, vai trò của một số phụ nữ trong Kinh thánh thay đổi theo diễn biến của các sự kiện quan trọng trong khi những người khác bất lực với số phận của mình. Phần lớn phụ nữ trong Kinh thánh là vô danh và không được gọi tên. Chân dung cá nhân của nhiều phụ nữ khác nhau trong Kinh thánh cho thấy phụ nữ giữ nhiều vai trò khác nhau. Kinh Tân Ước đề cập đến những người phụ nữ kề cận với Chúa Giê-su, và các học giả thường coi Ngài là người đối xử với phụ nữ một cách tôn trọng và thậm chí bình đẳng.
Các xã hội Cận Đông cổ đại theo truyền thống được mô tả là một xã hội phụ hệ, và Kinh thánh với tư cách là tài liệu do nam giới viết ra theo truyền thống được hiểu là phụ quyền trong quan điểm tổng thể về phụ nữ:9:166–167 Luật hôn nhân và chế độ thừa kế trong Kinh thánh được xem là có lợi cho nam giới, và phụ nữ trong Kinh thánh tồn tại dưới những luật lệ phép tắc bó buộc nghiêm ngặt về quan hệ tình dục hơn nhiều so với nam giới. Một người phụ nữ trong thời Kinh thánh cổ đại luôn phải tuân theo luật giữ mình thuần khiết nghiêm cẩn, cả về nghi lễ lẫn đạo đức.
Các học giả gần đây chấp nhận sự hiện diện của chế độ phụ hệ trong Kinh thánh, nhưng cho thấy chế độ thứ bậc cũng có mặt: chế độ thứ bậc thừa nhận rằng các cấu trúc quyền lực khác nhau giữa con người có thể tồn tại đồng thời, rằng mỗi cấu trúc quyền lực có sự sắp xếp thứ bậc riêng và phụ nữ có một số lĩnh vực quyền lực của riêng họ tách biệt với nam giới:27  Có bằng chứng về sự cân bằng giới tính trong Kinh thánh, và Kinh thánh không có ý định miêu tả phụ nữ là những người ít xứng đáng hơn vì bản chất "xấu xa" của họ. Quan điểm về phụ nữ trong Kinh thánh đã thay đổi trong suốt lịch sử và những thay đổi đó được phản ánh trong nghệ thuật và văn hóa. Có những tranh cãi trong nhà thờ Thiên chúa giáo đương đại liên quan đến phụ nữ và vai trò của họ trong Giáo hội và nhà thờ.
Mặc dù phụ nữ thường không đứng đầu trong đời sống cộng đồng trong Kinh thánh, nhưng những phụ nữ được nêu tên thường nổi bật vì những lý do khác thường. Ví dụ, họ thường tham gia vào việc đảo ngược cấu trúc quyền lực, chẳng hạn như những nữ nhân vật A-bi-ga-in, vợ của vua Đa-vít, Nữ hoàng Ê-xơ-tê và Gia-ên, người đã đóng cái cọc lều vào đền thờ vào cái đầu của chỉ huy kẻ thù khi ông ta đang ngủ, là một vài ví dụ về những phụ nữ đã lật ngược thế cờ trước những người đàn ông có quyền lực. Các chế độ mẫu hệ sáng lập được nhắc đến theo tên, cũng như một số nữ tiên tri, thẩm phán, nữ anh hùng và nữ hoàng, trong khi nhìn chung thì những người phụ nữ còn lại phần lớn là hạng bình thường. Câu chuyện của người nữ nô lệ Hagar đã được Kinh Thánh kể lại, và câu chuyện của cô gái điếm Ra-háp cũng được kể trong Kinh Thánh.